# 長谷川ミラ
長谷川 ミラ（はせがわ みら、1997年7月7日 - ）は、日本のファッションモデル・女優。
レプロエンタテインメント所属。2015年10月まではスウィートパワーに所属していた。旧芸名 愛名ミラ。
東京都出身。カナディアンインターナショナルスクール卒業。英国の ロンドン芸術大学 セントラル・セント・マーチンズ入学

## 略歴
- 2010年1月16日、bump.y第一回公演『まっぴるまのエレベーター!』でデビュー。
- 2010年11月号『別冊マーガレット』の、『別マ★ガールズオーディション』ではファイナリストに選ばれた。
- 2017年5月よりハワイ版テラスハウス ALOHA STATEに長谷川ジェニファーミラとして出演していた。

## 人物
- 趣味は映画鑑賞、特技はバレーボールと英語[1]。
- 南アフリカ人の父と日本人の母をもつハーフ[4]。妹が1人いる[動画 2]。
- Tangle TeezerのCMではヘソ出しファッションを披露している。
- ロクシタン本社に勤務歴がある

## 出演

### 舞台
- bump.y 第1回公演『まっぴるまのエレベーター!』（2010年1月16日、青山円形劇場）
- 『神州天馬侠』（2013年4月10日-27日、明治座/ 2013年6月29日-7月15日、名古屋・中日劇場）（演出：岡村俊一）
- 激動 -GEKIDO- （2013年8月23日 - 9月2日、新国立劇場 中劇場）
- 9days Queen 〜九日間の女王〜（2014年2月26日 - 3月16日、青木豪脚本、白井晃演出、東京赤坂ACTシアター） - ローズ役
- 靴　劇団「ペンギンプルペイルパイルズ」(2014年10月9日（木）～19日（日）下北沢ザ・スズナリ 作・演出：倉持裕) 主演　リリコ役

### 広告
- コンバース ブランドキャッチコピー打ち出しキャンペーン（2010年12月27日 - ）

### 映画
- ジョーカーゲーム 脱出（2013年8月17日、AMGエンタテインメント） - 林沙織 役

### テレビドラマ
- ブラック・プレジデント（2014年4月8日 - 6月17日、関西テレビ） - 横山由香 役
- 素敵な選TAXI 第7話（2014年11月25日、関西テレビ制作、フジテレビ系列） - レディース 役

### ラジオ
- START LINE（2020年10月 - 、J-WAVE）[5][6] - ナビゲーター

### テレビ
- サンデージャポン（2020年10月 - 、TBSテレビ） - 不定期出演
- めざまし8（フジテレビ）
- 真相報道 バンキシャ!（日本テレビ） - 不定期出演

### 動画
1. ↑  jenmilaa MiLAの旅日記 in NY with ベイカー恵利沙&中田みのりん! PART1 - YouTube（2016年9月29日）2021年4月18日閲覧。
2. ↑  jenmilaa 姉妹だらだら実家でメイク♥ - YouTube（2021年4月11日）2021年4月18日閲覧。